# Mox
Mox（全名：Mox Bank Limited）是一家由渣打銀行（香港）、電訊盈科、香港電訊及Trip.com合資成立的虛擬銀行（又稱數字銀行），行政總裁為胡博思。

## 歷史
2019年3月，渣打銀行（香港）、電訊盈科、香港電訊及攜程合組的財團SC Digital Solutions Limited成為首批投得香港虛擬銀行牌照的公司之一。
2020年5月，首3000名登記Mox的客戶可以獲得限量版金屬Mox Card。同年9月，Mox正式開業，並宣佈所有於6月30日或之前預先登記的客戶都可以獲得限量版金屬Mox Card。
2020年12月，Mox宣布於12月5日起新增支援眾安銀行，但停止滙豐、恒生、中銀香港及大新銀行的電子直接扣帳授權（eDDA）服務，指出由於有個別銀行作出的商業決定，故需要把它們從清單中移除。
2021年11月，Mox 推出「即時借」貸款服務，客戶若借貸10萬港元或以上，還款期為25至36個月，實際年利率低至1.39%，手續費全免。
2022年2月，Mox 公布Christian Piccardi加入Mox擔任首席資訊總監，臨時首席資訊總監及首席資訊保安總監David Walker則擔當新職務，出任新開設的首席數據、資訊保安及創新總監。

## 股權分佈
- 渣打銀行（香港）65.98%
- 電訊盈科及香港電訊合共持有25%
- Trip.com 9.02%[7]

Mox是香港唯一一間由外資企業擁有多數股權的虛擬銀行。

## 事故
2020年10月，有Mox的客戶發現9月的月結單出現不認識的客戶姓名，懷疑個人資料遭洩漏。Mox指出現技術問題，事件與渣打銀行的系統無關，而金管局表示已經收到銀行通報，銀行正調查事件並會向金管局提交報告。

## 外部連結
- Mox （页面存档备份，存于）